# Górnik Zabrze w sezonie 1955
Sezon 1955 był 7. sezonem w historii klubu i 4. na drugim poziomie rozgrywek ligowych. Górnik zakończył rozgrywki II ligi na 2. miejscu premiowanym awansem do I ligi. Rozgrywki Pucharu Polski rozpoczął od 1/16 finału odpadając na tym etapie rozgrywek.

## Stadion
Miejscem rozgrywania spotkań domowych był otwarty w 1934 roku stadion przy obecnej ul. Roosevelta 81 mieszczący ok. 35.000 widzów.

## II Liga

### Tabela
| Poz. | Drużyna           | M  | Punkty | Z  | R | P | Bramki | Bramki | Bramki |
| Poz. | Drużyna           | M  | Punkty | Z  | R | P | +      | –      | +/−    |
| ---- | ----------------- | -- | ------ | -- | - | - | ------ | ------ | ------ |
| 1    | Budowlani Opole   | 26 | 40     | 17 | 6 | 3 | 58     | 30     | 28     |
| 2    | Górnik Zabrze     | 26 | 39     | 17 | 5 | 4 | 65     | 15     | 50     |
| 3    | Zawisza Bydgoszcz | 26 | 34     | 13 | 8 | 5 | 44     | 25     | 19     |
| 4    | Wawel Kraków      | 26 | 32     | 14 | 4 | 8 | 57     | 33     | 24     |
| 5    | Cracovia          | 26 | 29     | 10 | 9 | 7 | 38     | 27     | 11     |

    awans do I ligi

### Wyniki spotkań
| Mecz           | Data            | Stadion   | Przeciwnik        | Wynik | Punkty | Strzelcy                                               |
| -------------- | --------------- | --------- | ----------------- | ----- | ------ | ------------------------------------------------------ |
| Runda jesienna |                 |           |                   |       |        |                                                        |
| 1              | 20 marca        | Kielce    | Gwardia Kielce    | 2:1   | 2      | Szalecki (2)                                           |
| 2              | 27 marca        | Zabrze    | Stal Gdańsk       | 2:0   | 4      | Gawlik, Fojcik                                         |
| 3              | 3 kwietnia      | Lipiny    | Naprzód Lipiny    | 0:1   | 4      | -                                                      |
| 4              | 17 kwietnia     | Zabrze    | Górnik Wałbrzych  | 0:1   | 4      | -                                                      |
| 5              | 24 kwietnia     | Zabrze    | Cracovia          | 2:0   | 6      | Szalecki (2)                                           |
| 6              | 5 maja          | Zabrze    | Marymont Warszawa | 1:1   | 7      | Gawlik                                                 |
| 7              | 8 maja          | Leszno    | Polonia Leszno    | 3:0   | 9      | Szalecki, Gawlik, Fojcik                               |
| 8              | 22 maja         | Bytom     | Górnik Bytom      | 4:0   | 11     | Gawlik (2), Jankowski, Wiśniowski                      |
| 9              | 5 czerwca       | Zabrze    | Wawel Kraków      | 2:1   | 13     | Kokot, Olejnik                                         |
| 10             | 9 czerwca       | Zabrze    | Budowlani Opole   | 3:1   | 15     | Szalecki, Jankowski, Gawlik                            |
| 11             | 12 czerwca      | Tarnów    | Tarnovia Tarnów   | 0:0   | 16     | -                                                      |
| 12             | 19 czerwca      | Zabrze    | AKS Chorzów       | 1:0   | 18     | Kokot                                                  |
| 13             | 3 lipca         | Bydgoszcz | Zawisza Bydgoszcz | 1:1   | 19     | Fojcik                                                 |
| Runda wiosenna |                 |           |                   |       |        |                                                        |
| 14             | 21 sierpnia     | Zabrze    | Gwardia Kielce    | 7:0   | 21     | Jankowski (2), Gawlik (2), Kokot, Szalecki, Wiśniowski |
| 15             | 15 września     | Zabrze    | Naprzód Lipiny    | 0:0   | 22     | -                                                      |
| 16             | 18 września     | Kraków    | Cracovia          | 4:1   | 24     | Czech, Jankowski, Wiśniowski, Szalecki                 |
| 17             | 25 września     | Chorzów   | AKS Chorzów       | 3:0   | 26     | Gawlik, Szalecki, Czech                                |
| 18             | 29 września     | Wałbrzych | Górnik Wałbrzych  | 4:1   | 28     | Szalecki, Jankowski (2), Czech                         |
| 19             | 2 października  | Zabrze    | Polonia Leszno    | 6:0   | 30     | Jankowski, Czech (4), Szalecki                         |
| 20             | 5 października  | Gdańsk    | Stal Gdańsk       | 1:1   | 31     | Jankowski                                              |
| 21             | 9 października  | Warszawa  | Marymont Warszawa | 4:1   | 33     | Czech (2), Wiśniowski, Jankowski                       |
| 22             | 16 października | Zabrze    | Górnik Bytom      | 3:0   | 35     | Fojcik, Klenczar, Wiśniowski                           |
| 23             | 10 października | Kraków    | Wawel Kraków      | 0:1   | 35     | -                                                      |
| 24             | 6 listopada     | Opole     | Budowlani Opole   | 1:2   | 35     | Czech                                                  |
| 25             | 9 listopada     | Zabrze    | Zawisza Bydgoszcz | 3:0   | 37     | Jankowski, Gawlik, Szalecki                            |
| 26             | 13 listopada    | Zabrze    | Tarnovia Tarnów   | 8:1   | 39     | Fojcik (2), Nowara, Czech (3), Jankowski (2)           |

    zwycięstwo     remis     porażka

## Puchar Polski
Górnik Zabrze rozpoczął rozgrywki pucharowe od 1/16 finału przegranym spotkaniem z drużyną Wisły Kraków 0:2. Tym samym odpadł z dalszej części rozgrywek.
| Faza | Data     | Stadion | Przeciwnik   | Wynik | Strzelcy |
| ---- | -------- | ------- | ------------ | ----- | -------- |
| 1/16 | 13 marca | Kraków  | Wisła Kraków | 0:2   | -        |

    zwycięstwo     remis     porażka

## Mecze towarzyskie
| Data         | Stadion     | Przeciwnik             | Wynik       | Strzelcy                      |
| ------------ | ----------- | ---------------------- | ----------- | ----------------------------- |
| 13 lutego    | Nowa Ruda   | Piast Nowa Ruda        | 2:1         | brak danych                   |
| 27 lutego    | Zabrze      | Ruch Chorzów           | 3:0         | Jankowski, Wiśniowski, Gawlik |
| 20 kwietnia  | brak danych | Ośrodek CRZZ           | 1:4         | Bomba (sam.)                  |
| 14 maja      | Wrocław     | Wismut Karl-Marx-Stadt | 2:2         | Gawlik, Fojcik                |
| 19 sierpnia  | brak danych | Górnik Biskupice       | brak danych | brak danych                   |
| 28 sierpnia  | Donieck     | Szachtior Stalino      | 0:2         | -                             |
| 3 września   | Kirow       | Zienit Leningrad       | 1:2         | Cieślik                       |
| 27 listopada | Gdańsk      | Lechia Gdańsk          | 0:1         | -                             |

    zwycięstwo     remis     porażka

## Zawodnicy

### Skład
| Zawodnik             | Data urodzenia    | W klubie od | Poprzedni klub      | Ekstraklasa | Ekstraklasa | Puchar Polski | Puchar Polski | RAZEM | RAZEM |
| -------------------- | ----------------- | ----------- | ------------------- | ----------- | ----------- | ------------- | ------------- | ----- | ----- |
| Zawodnik             | Data urodzenia    | W klubie od | Poprzedni klub      | Bramkarze   |             |               |               |       |       |
| Józef Kaczmarczyk    | 25 stycznia 1931  | 1949        | Pogoń Zabrze        | 25          | –           | 1             | –             | 26    | -     |
| Ginter Procek        | 28 sierpnia 1924  | 1948        | Concordia Zabrze    | 3           | –           | –             | –             | 3     | -     |
| Obrońcy              |                   |             |                     |             |             |               |               |       |       |
| Karol Dominik        | 4 maja 1930       | 1949        | RKS Jadwiga         | 17          | –           | 1             | –             | 18    | -     |
| Rajnhold Dworaczek   | 11 maja 1935      | 1955        | ZFMG Zabrze         | 13          | –           | 1             | –             | 14    | -     |
| Edward Jankowski     | 9 stycznia 1930   | 1955        | Górnik Radlin       | 26          | 13          | 1             | –             | 27    | 13    |
| Henryk Zimmermann    | 27 lutego 1929    | 1948        | Concordia Zabrze    | 26          | –           | 1             | –             | 27    | -     |
| Pomocnicy            |                   |             |                     |             |             |               |               |       |       |
| Henryk Czech         | 21 września 1934  | 1948        | Pogoń Zabrze        | 12          | 13          | –             | –             | 12    | 13    |
| Ginter Gawlik        | 5 grudnia 1930    | 1949        | Górnik Biskupice    | 24          | 10          | 1             | –             | 25    | 10    |
| Eryk Nowara          | 12 grudnia 1928   | 1948        | Zjednoczenie Zabrze | 14          | 1           | 1             | –             | 15    | 1     |
| Henryk Szalecki      | 25 lutego 1933    | 1948        | Zjednoczenie Zabrze | 24          | 12          | 1             | –             | 25    | 12    |
| Napastnicy           |                   |             |                     |             |             |               |               |       |       |
| Marian Olejnik       | 26 sierpnia 1928  | 1955        | Górnik Radlin       | 26          | 1           | 1             | –             | 27    | 1     |
| Ewald Wiśniowski     | 24 listopada 1927 | 1955        | Motor Lublin        | 24          | 5           | 1             | –             | 25    | 5     |
| Manfred Fojcik       | 16 lipca 1924     | 1949        | Górnik Biskupice    | 23          | 6           | –             | –             | 23    | 6     |
| Antoni Franosz       | 9 lutego 1928     | 1948        | Pogoń Zabrze        | 25          | –           | 1             | –             | 26    | -     |
| Maksymilian Klenczar | 1 listopada 1925  | 1948        | Pogoń Zabrze        | 16          | 1           | –             | –             | 16    | 1     |
| Alfred Kokot         | 25 stycznia 1928  | 1954        | Górnik 20 Katowice  | 10          | 3           | 1             | –             | 11    | 3     |

### Transfery

#### Przyszli
| Poz | Nazwisko         | Poprzedni klub |
| --- | ---------------- | -------------- |
| PO  | Ewald Wiśniowski | Motor Lublin   |
| NA  | Edward Jankowski | Górnik Radlin  |
| NA  | Marian Olejnik   | Górnik Radlin  |

#### Odeszli
| Poz | Nazwisko         | Nowy klub     |
| --- | ---------------- | ------------- |
| PO  | Ginter Helmrich  | brak danych   |
| OB  | Waldemar Jarczyk | Lechia Gdańsk |

#### Skład podstawowy
| Poz | Zawodnik             | I Liga | Puchar Polski | Razem |
| --- | -------------------- | ------ | ------------- | ----- |
| NA  | Edward Jankowski     | 26     | 1             | 27    |
| OB  | Henryk Zimmermann    | 26     | 1             | 27    |
| BR  | Józef Kaczmarczyk    | 25     | 1             | 26    |
| PO  | Marian Olejnik       | 25     | 1             | 26    |
| OB  | Antoni Franosz       | 24     | 1             | 25    |
| NA  | Ewald Wiśniowski     | 24     | 1             | 25    |
| NA  | Ginter Gawlik        | 22     | 1             | 23    |
| NA  | Henryk Szalecki      | 19     | 1             | 20    |
| NA  | Manfred Fojcik       | 19     | –             | 19    |
| OB  | Karol Dominik        | 17     | 1             | 18    |
| NA  | Maksymilian Klenczar | 15     | –             | 15    |
| PO  | Eryk Nowara          | 14     | 1             | 15    |
| OB  | Rajnhold Dworaczek   | 12     | –             | 12    |
| NA  | Henryk Czech         | 11     | –             | 11    |
| NA  | Alfred Kokot         | 6      | 1             | 7     |
| BR  | Ginter Procek        | 1      | –             | 1     |

    podstawowa jedenastka